# Kołaków
Kołaków – wieś w Polsce położona w województwie mazowieckim, w powiecie wołomińskim, w gminie Dąbrówka. Ma status sołectwa.
W latach 1975–1998 miejscowość administracyjnie należała do województwa ostrołęckiego.
We wsi znajduje się remiza Ochotniczej Straży Pożarnej oraz Pomnik Chwały Oręża Polskiego upamiętniający zrzut, w nocy z 9 na 10 kwietnia 1944 roku, czterech cichociemnych - Stefana Bałuka, Benona Łastowskiego, Tadeusza Runge oraz Henryka Wańka.
Na terenie Kołaków ma źródło Dopływ z Kołakowa - ciek IV rzędu będący prawym dopływem Rządzy.
Wierni Kościoła rzymskokatolickiego należą do parafii Miłosierdzia Bożego w Józefowie.